# Río Else

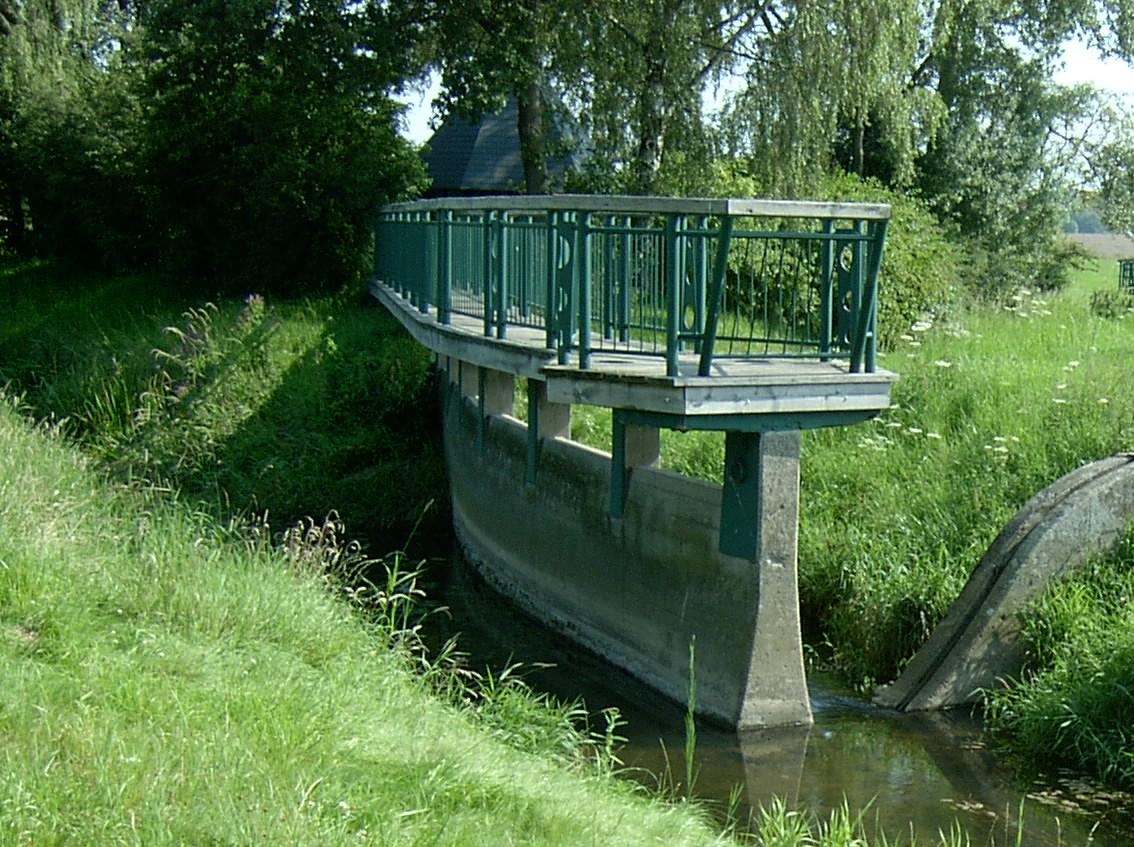
La Bifurcación.

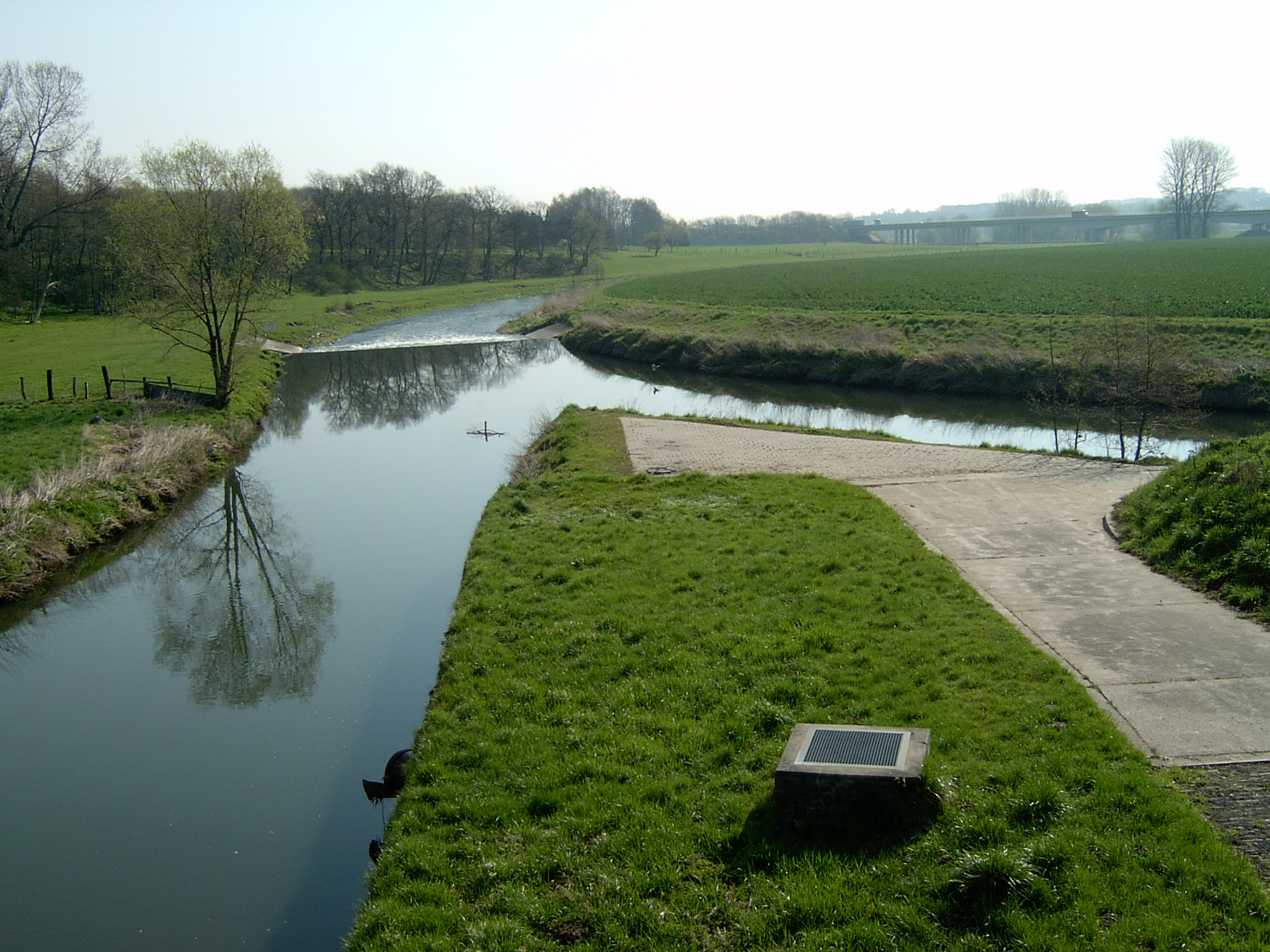
La desembocadura del Else en el Werre.

El río Else es un río del norte de Alemania, transcurre su caudal gran parte por Baja Sajonia y algo por Renania del Norte-Westfalia. Es uno de los pocos ríos que sufre una bifurcación con el río Hase, en la localidad de Gesmold.
- Datos: Q448518
- Multimedia: Else (Werre) / Q448518